# مشاعل عقيل
مشاعل عقيل (11 أبريل 1988  -)، مذيعة كويتية. دخلت إلى مجال تقديم البرامج عبر قناة الراي وذلك عام 2008 في برنامج نادي الأبطال. وشاركت بعام 2009 بعدد من المسرحيات الشبابية. وهي حائزة على لقب أفضل لاعبة في رياضة السكواش في الكويت.

## أعمالها

### البرامج التي قدمتها
| اسم البرنامج   | على قناة   |
| -------------- | ---------- |
| نادي الأبطال   | قناة الراي |
| رايكم شباب     | قناة الراي |
| استديو الأبطال | قناة الراي |

### التمثيل
- مسرحية حسان والأميرة أشجان.

## الجوائز
| السنة | الجائزة                | الفئة                  | النتيجة | مراجع |
| ----- | ---------------------- | ---------------------- | ------- | ----- |
| 2013  | جوائز تصويت مجلة سيدتي | أفضل مقدمة برامج أطفال | فوز     | [ 3 ] |

## روابط خارجية
- مشاعل عقيل على موقع قاعدة بيانات الأفلام العربية